# Formális logika
A formális logika, vagy más néven szimbolikus logika a logika tudományának egy ága, az okok és következmények struktúrájával foglalkozik. A formális logika az elméletek közötti kapcsolatokat elemzi, és lehetőséget ad az állítások bizonyításainak elkészítéséhez. Az elméletek alaposan definiáltak, és az állítások nagyon pontos, tömör és egyértelmű szimbolikus formában (jelölésrendszerrel) kerülnek leírásra. A formális logikából fejlődött ki a matematikai logika, a matematika fontos részterülete, amely a formális logika módszereit alkalmazza a matematikai következtetések és bizonyítások vizsgálatára.

## Terület
A formális vagy szimbolikus logika elsődlegesen a következtetések elméletével, a fogalmak közötti kapcsolatokkal foglalkozik, és utakat mutat állítások bizonyítására. A formális logikában a fogalmak szigorúan definiáltak, a mondatok pedig precíz, egyértelmű, meghatározott jelsorozatokként (formulák) jelennek meg.

## Története
René Descartes-nak, a híres filozófus-matematikusnak támadt az a gondolata, hogy az algebra módszereit megtartva túlhaladjuk a tradicionális matematika anyagát, és a gondolkodás által megtalált általános tudományt ragadjuk meg úgy, hogy a filozófiának az Univerzális Matematika egy fajtájává kellene válnia. Olyan módszerekről álmodozott – mint egyik művében, a Regulaeben (Szabályok), illetve leveleiben írja –, mellyel a tudományokat egyesíteni lehet (mint írja, ha van ilyen módszer, azt minden bizonnyal a matematikában lehet megtalálni). A szimbólumok használatának eme általánosítása a hasonló elméletekben elsősorban a matematika sajátja. Az univerzális matematika eme gondolatát Gottfried Wilhelm Leibniz fejlesztette tovább. Bár a modern logika valójában Boole-nak, Schrödernek, De Morgannak és Fregének köszönhető, Leibniz volt az első, akinek valóban határozott terve volt a matematikai logika rendszerének kidolgozásához, annyira, hogy – amint ezt több, friss kutatás eredménye is mutatja – ez megjelent Leibniz publikálatlan műveiben is.

## Példák a szimbolikus jelölésekre
Ezt úgy érdemes kiolvasni: „Legyen P annak az állításnak a rövidítése, hogy  „ 1 + 2 = 3 ”  (a '…' jelek csak azt mutatják meg, hol a P kijelentés eleje és vége, azaz hogy a következő mondat már nem része). Egyébként a P állítás igaz, azaz 1 + 2 valóban egyenlő 3-mal.
Kettő vagy több kijelentésből ún. összetett kijelentések képezhetőek a logikai műveletek: konjunkció („és” művelet), diszjunkció („vagy” művelet) és társaik segítségével. E műveletek köznyelvi formájukban tulajdonképp nem mások, mint a jól ismert kötőszavak. Bővebb információ a logikai műveletek címszó alatt. Például a következő állításokból:
 A: ' 1 + 2 = 3 ' 
és
 B: ' A Wikipédia egy nyílt tartalmú lexikon ', 
a konjunkció műveletével a következő összetett állítást kaphatjuk:
 C: ' 1 + 2 = 3, és a Wikipédia egy nyílt tartalmú lexikon '. 
Néha, nem csak a matematikában és a számítástechnikában, általánosságokat is megfogalmazunk. A köznyelvben ezt névmások segítségével tesszük (mindenki, senki, valaki stb.), ennek a nyelvi jelenségnek a formális logikai megfelelője a változók használata:
 D: ' n egy páratlan egész szám ' .
A kijelentés nevében ilyenkor szokás feltüntetni a változókat: azaz az előbbi jelölés bővebben:
 D(n): ' n egy páratlan egész szám ' .
Még rövidebben ki tudjuk fejezni magunkat, ha az „… egy páratlan egész szám” jelsorozatot a P(…) jelsorozattal rövidítjük, és ekkor a D állítást a következőképp írhatjuk:
.
Akár így, akár úgy írjuk is, e kijelentés igaz és hamis is lehet, attól függően, hogy az „n” változó helyére éppen mit írunk be, hasonlóan ahhoz a kijelentéshez:
 E: ' Ő a világ legmagasabb kosárlabdázója ',
mely kijelentés minden pillanatban egy és csak egy emberre igaz, a világ összes többi emberére kimondva hamis. Például az
 F: ' Arisztotelész a világ legmagasabb kosárlabdázója ',
azaz ha az „Ő” névmás helyére az „Arisztotelész” tulajdonnevet helyettesítjük, biztosan hamis.
Egy szabad változókat tartalmazó kijelentést szokás igazságfüggvénynek, logikai függvénynek, szaknyelven predikátumnak is nevezni, a W értelmezési tartománnyal – ez utóbbi azon dolgok halmaza, melyek neveit behelyettesíthetjük a szabad változó helyébe úgy, hogy továbbra is kijelentést kapjunk (azaz legyen az egésznek értelme és lehessen arról beszélni, hogy igaz-e vagy sem, még ha ez nem is dönthető el).
Egy változó kötött, ha egzisztenciális vagy univerzális kvantorral van lekötve. Az univerzális kvantor a formális logikában a köznyelvben „minden”, „összes”, „bármely” stb. szavakkal megfogalmazott általánosság megfelelője.
Ez, mármint hogy az  n  változóra minden  D  halmazbeli értékére teljesül a  P()  kijelentés, a formális logika nyelvén így írható:
Weierstrass óta az a standard szituáció a matematikai analízisben, hogy a következő kvantifikációk „minden …-hez létezik olyan …” vagy „létezik olyan … úgy, hogy minden …-re igaz legyen” (és még bonyolultabb példákra is) kifejezhetőek a szimbólumok segítsége nélkül is. Bizonyos esetekben a szimbólumok túlzott használata ugyanis az érthetőség rovására megy, az iszonyatosan tömör, nagy tartalmi terhelésű hosszú szimbolikus mondatokat már nagyon nehéz kiolvasni, emberi nyelvre fordítani:

## Értelmezések
Egy különösen érdekes körülmény, hogy a szóban forgó algebrának, mint logikának, kétféle interpretációja is létezik, melyek közt a párhuzamosság majdnem tökéletes, annak megfelelően, hogy a betűk fogalmakat vagy kijelentéseket jelentenek. Kétségtelen, hogy Boole mintájára, lehetséges a két interpretáció összevonása eggyé, ha mind a fogalmakat, mind a kijelentéseket úgy tekintjük, mint sokaságok, osztályok. Ekkor a fogalom meghatározza azon objektumok(→dolgok) osztályát, amelyek az illető fogalom körébe tartoznak – ez az osztály logikai elnevezéssel a fogalom terjedelme, egy kijelentés pedig meghatározza azokat a körülményeket, időpillanatokat, melyekben ez igaz (és ez az osztály is hívható a kijelentés terjedelmének). Eszerint a predikátumkalkulus és az ítéletkalkulus mindössze egy fogalomra redukálódott, az osztálykalkulusra, vagy ahogy Leibniz nevezte, az egész és a rész elmélete, amely magába foglal és amely benne foglaltatik. Fontos kitétel, hogy csak nyílt premisszák esetén teljesül a fenti egyenlőség, a terjedelem értéke különbözhet egy adott osztályra nézve, ha kvantorokkal kötötté tesszük őket.
De valójában a predikátum – és ítéletkalkulus tartalmaz olyan különbségeket, melyek formális szempontból megakadályozzák teljes azonosításukat és redukciójukat az egyszerű osztálykalkulusra. Például, az (a = 1) = a kiértékelése az ítéletkalkulusban sajátságos módon történik, mégpedig:
Ahhoz, hogy egy állíthassunk valamit, be kell bizonyítanunk az állítás igazságát. Tisztán látható, hogy ezt a formulát nem tudjuk fogalmi síkon értelmezni, mert ha a egy fogalom és (a = 1) egy állítás, akkor logikai egyenlőséget kapunk egy fogalom és állítás között, ami abszurdum. Ebből, és az ellentmondás elvéből tudjuk származtatni a kétértékűség elvét. Valójában az ítéletkalkulus ekvivalens az osztályok azon kalkulusával, ahol az osztályok csak 0, vagy 1 értéket vehetnek fel.
Az implikáció és diszjunkció egyenlősége, miszerint:
{\displaystyle (a\Rightarrow b)\Leftrightarrow ({\bar {a}}\vee b)}
nem kevésbé alapvető a propozíciós kalkulusban, mivel lehetővé teszi, hogy másodlagos, harmadlagos, stb. állításokat elsődleges állításokká, vagy ezek összességévé rezolváljunk.
Ehhez kapcsolódóan, a valóságban három különböző kalkulussal rendelkezünk, vagy legalábbis három különböző értelmezésével ugyanazon kalkulusnak. Nem szabad felednünk, hogy a logikai értékek, és a levezetés a legkisebb mértékben sem függhetnek az értelmezésektől, azok ugyanis csak azt a célt szolgálják, hogy a formulákat érthetővé tegyük, tisztázzuk, és egyértelmű jelentéssel ruházzuk fel. Elhagyhatóak anélkül, hogy a rendszer formális szilárdságát károsítanánk.
Azért, hogy egyik értelmezést se szorítsunk háttérbe, mondhatjuk, hogy a "betűk" termeket jelölnek, amik lehetnek mind fogalmak, mind állítások, az esetünk függvényében.